# دوملي-بينييه
دوملي-بينييه هي بلدية فرنسية تقع في إقليم الأردين في منطقة غراند إيست. 

## الأماكن والمعالم الأثرية

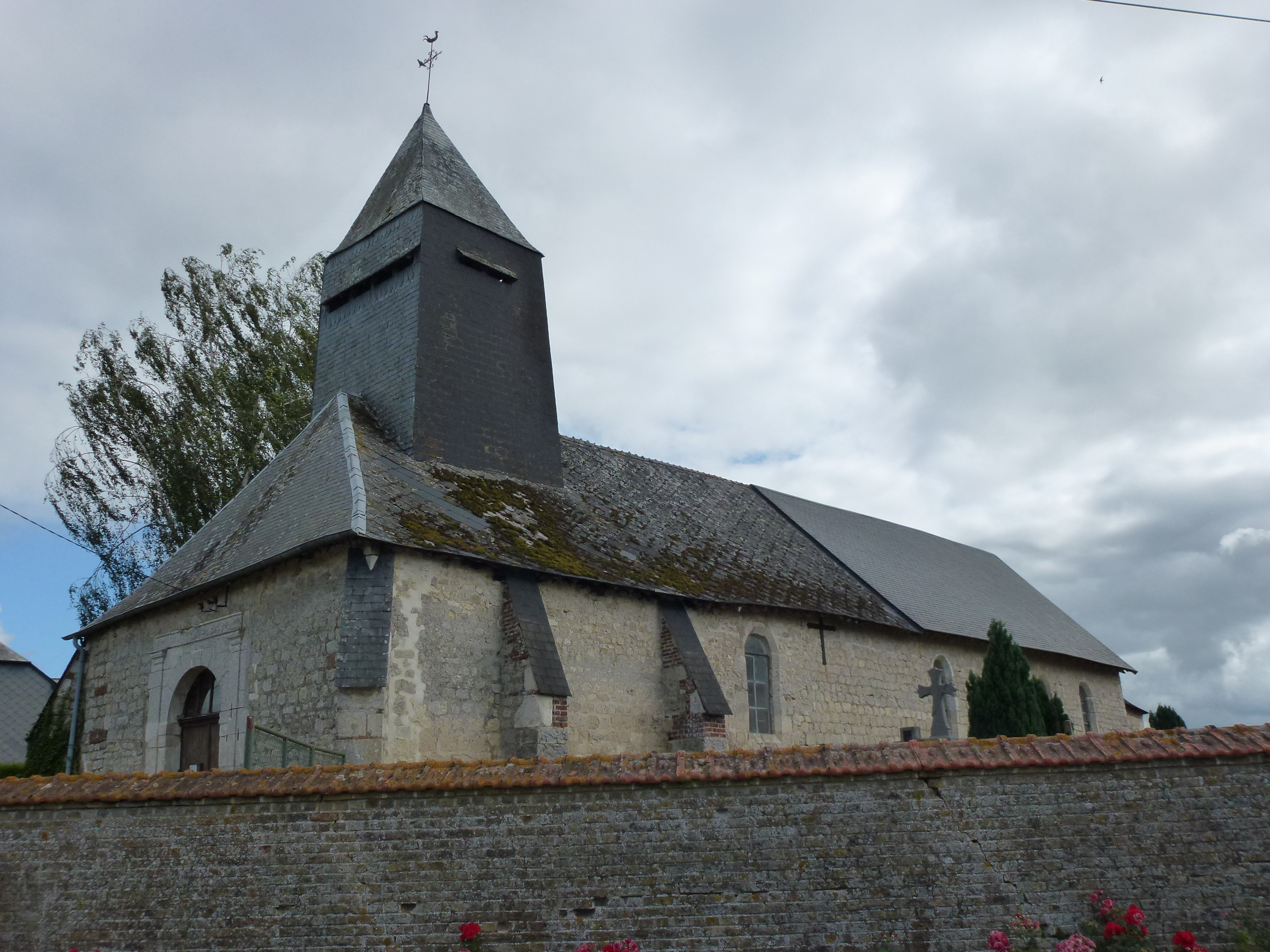
كنيسة القديس ريمي في دوملي.
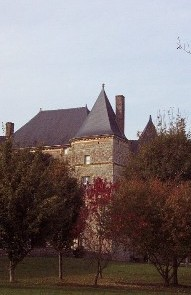
شاتو دو دوملي منظر من الحديقة.
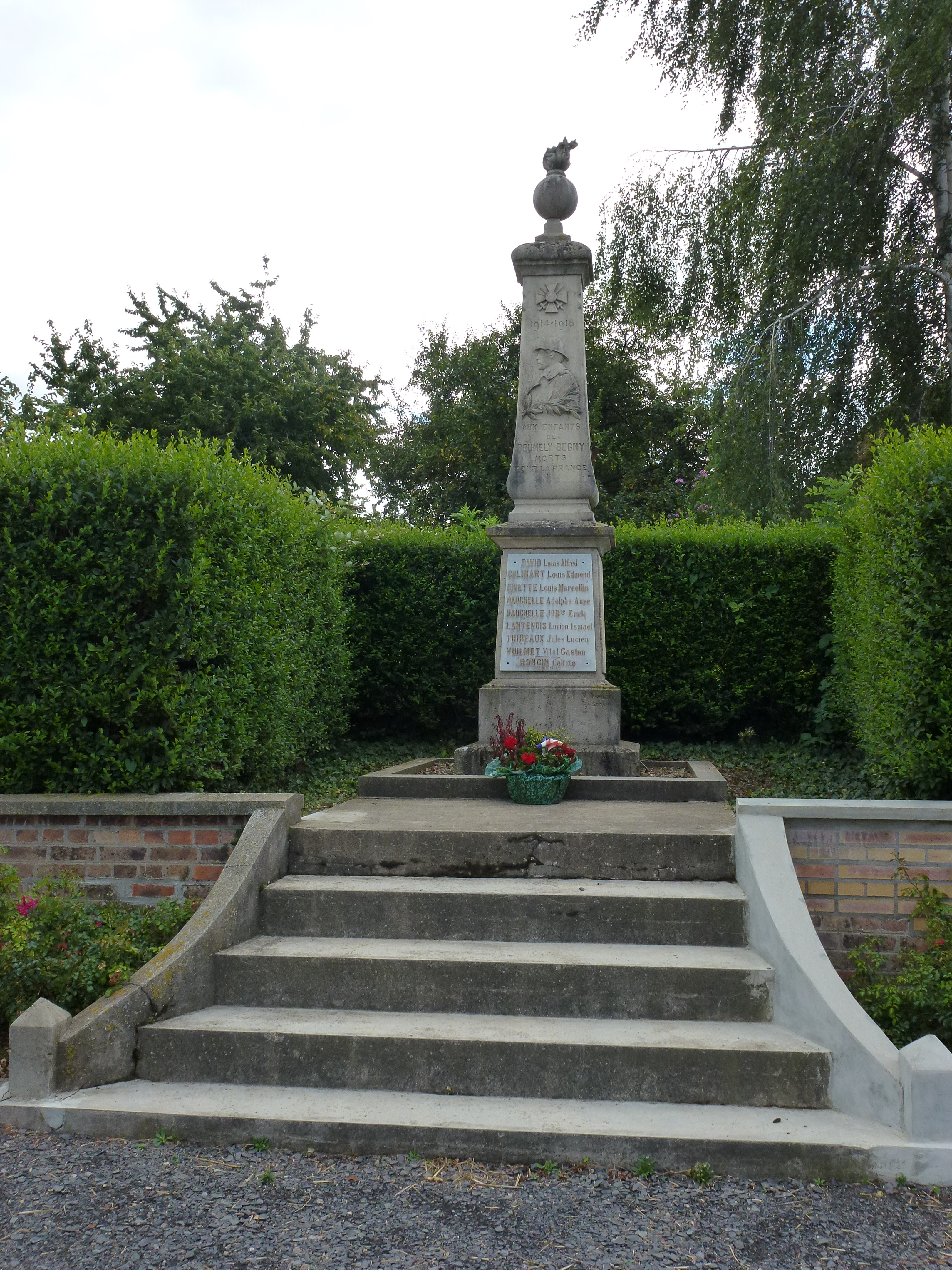
معلم أثري للموتى.